# Dave Jerden
David Jerden (ur. 25 lipca 1949, zm. 5 lutego 2025) – amerykański muzyk, inżynier dźwięku i producent muzyczny.
Na swoim koncie miał współpracę z takimi wykonawcami, jak m.in. Alice in Chains, Anthrax, Fishbone, Jane’s Addiction, The Offspring czy Social Distortion.

## Dyskografia
Burning Sensations
- 1983: Burning Sensations (LP)
- 1983: Belly of the Whale (EP)
- 1983: Maria (You Just Don't Know What You're Dealing With) (EP)
- 2004: Belly of the Whale (LP)

## Wybrana produkcja
Opracowano  na podstawie materiału źródłowego:
- 1983: The Man From Utopia – Frank Zappa (inżynier dźwięku)
- 1984: The Red Hot Chili Peppers – Red Hot Chili Peppers (inżynier dźwięku)
- 1988: Nothing’s Shocking – Jane’s Addiction
- 1989: Mother’s Milk – Red Hot Chili Peppers (miksowanie)
- 1990: Social Distortion – Social Distortion
- 1990: Ritual de lo habitual – Jane’s Addiction
- 1990: We Die Young (EP) – Alice in Chains
- 1990: Facelift – Alice in Chains
- 1991: Circa – Mary’s Danish
- 1991: The Reality of My Surroundings – Fishbone
- 1991: Symbol of Salvation – Armored Saint
- 1991: Burning Time – Last Crack
- 1991: Swandive – Bullet LaVolta
- 1992: Somewhere Between Heaven and Hell – Social Distortion
- 1992: Sap – Alice in Chains
- 1992: Dirt – Alice in Chains
- 1992: Rattlebone (EP) – Rattlebone
- 1992: That What Is Not – Public Image Ltd
- 1993: Independent – Sacred Reich
- 1993: Sweet Water – Sweet Water
- 1993: Sound of White Noise – Anthrax
- 1993: Dig – Dig
- 1994: Love Spit Love – Love Spit Love
- 1995: Driver Not Included – Orange 9mm
- 1995: Hello – Poe
- 1995: Superfriends – Sweet Water
- 1996: Mata Leão – Biohazard
- 1996: Bar Chord Ritual – Rust
- 1997: Wacko Magneto – Ednaswap
- 1997: Hang-Ups – Goldfinger
- 1997: Ixnay on the Hombre – The Offspring
- 1998: Rattlebone – Rattlebone
- 1998: Americana – The Offspring
- 1998: Darkest Days – Stabbing Westward
- 1999: Suicide – Sweet Water
- 1999 - Nothing Safe: Best of the Box – Alice in Chains (współproducent)
- 2000: Deviant – Pitchshifter
- 2001: The Pleasure and the Greed – Big Wreck
- 2001: Cringe – Cringe
- 2001: Greatest Hits – Alice in Chains (współproducent)
- 2002: A Passage in Time – Authority Zero
- 2003: Before Everything & After – MxPx
- 2004: Dropbox – Dropbox
- 2006: The Essential Alice in Chains – Alice in Chains (współproducent)
- 2009: Mountain Song – Jane’s Addiction
- 2013: Entitled – Richie Ramone